# Kaap York (Groenland)
Kaap York is een kaap aan de noordwestkust van Groenland. De kaap ligt aan de zuidkant van het Hayes-schiereiland, ongeveer 40 km ten westen van de plaats Savissivik. De kaap is de noordwestelijke grens van de Melvillebaai.
De kaap werd op 16 augustus 1818 ontdekt door de Schotse ontdekkingsreiziger John Ross en vernoemd naar Frederik van York, die op 16 augustus jarig was.
Kaap York werd in 1894 ook door Robert Peary bezocht tijdens zijn tweede Poolexpeditie. Nabij Kaap York werd in 1963 een 20 ton zwaar brokstuk van een meteoriet gevonden. De meteoriet heeft de naam Cape York gekregen en dit grootste brokstuk is tentoongesteld in het Geologisch museum van Kopenhagen.

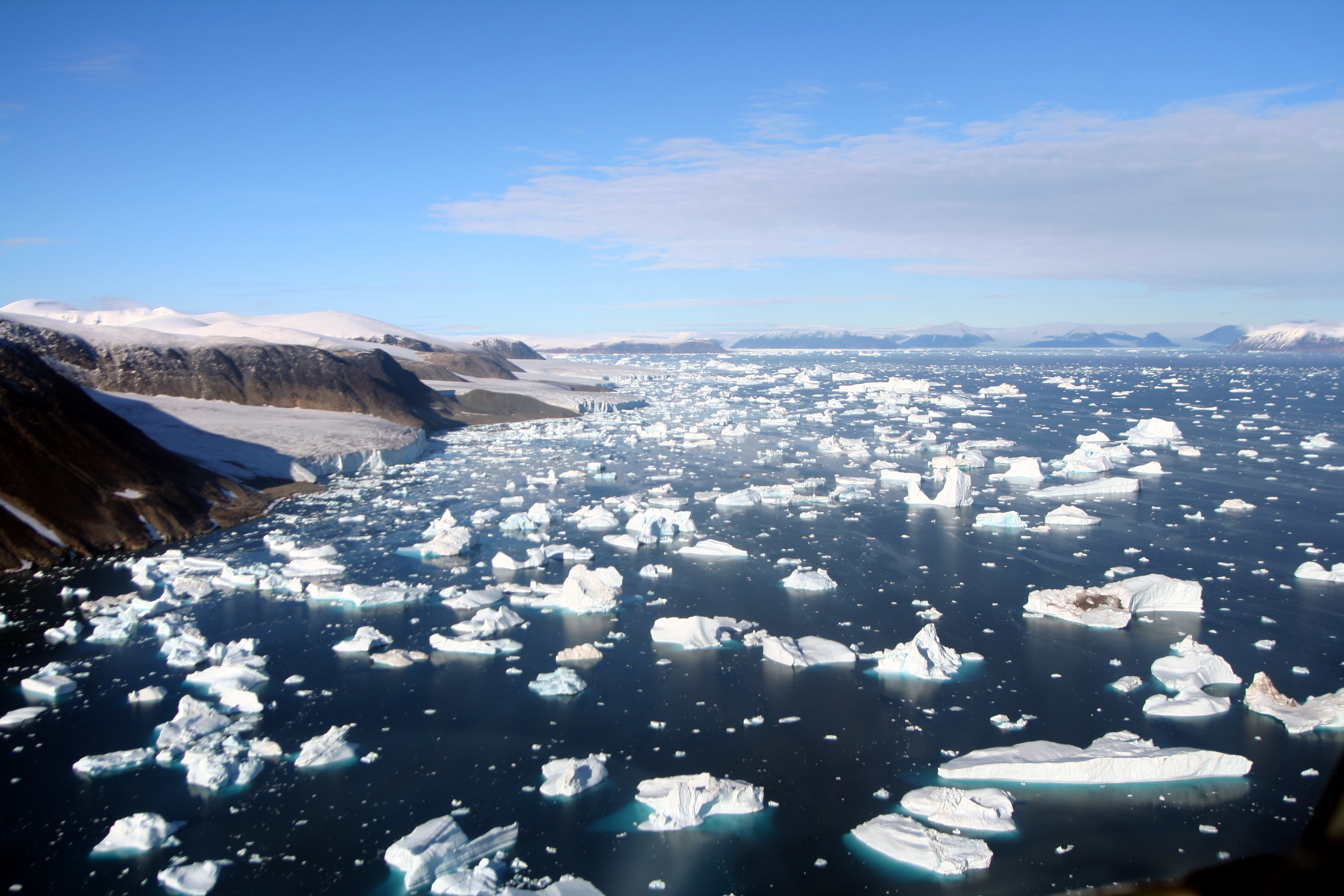
IJsbergen bij Kaap York
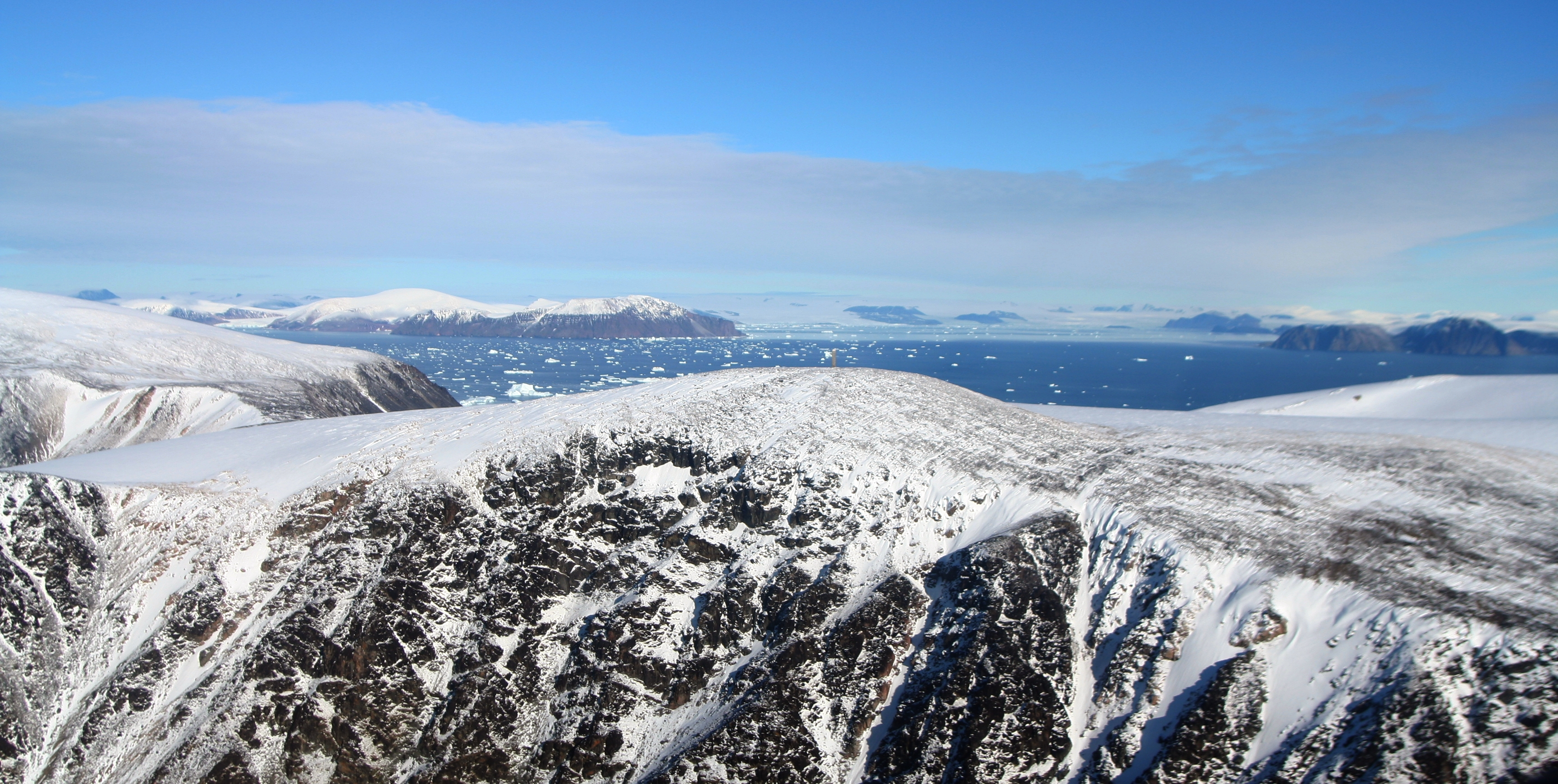
Monument voor Robert Peary bij Kaap York